# 底特律共济会会所
底特律共济会会所（Detroit Masonic Temple）是世界上最大的共济会会所 位于底特律天普街500号。建筑师乔治·梅森设计的剧场，有一个55-英尺（17-）×100-英尺（30-）的舞台，用于演出音乐会和百老汇戏剧。底特律共济会会所为新哥特式风格，使用大量石灰石。

## 历史
1922年9月19日奠基，使用了乔治·华盛顿为美国国会大厦奠基时所用的木槌。1926年感恩节开幕。该建筑高14层，64米，内部有1037个房间。1980年列入国家史迹名录。

## 画廊

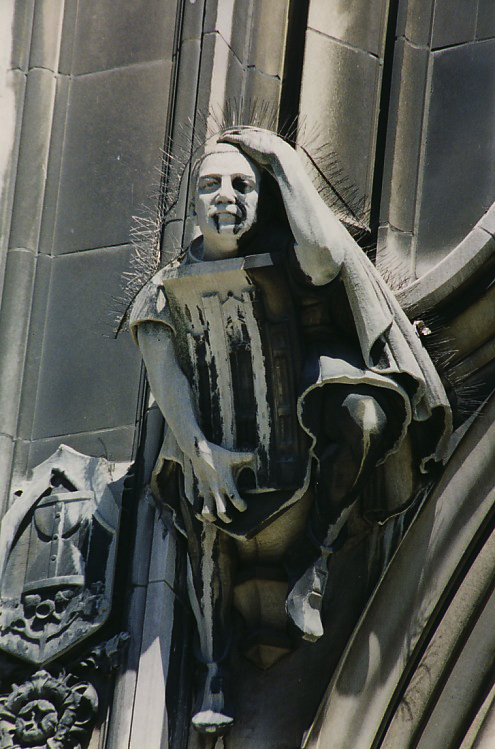
建筑师梅森
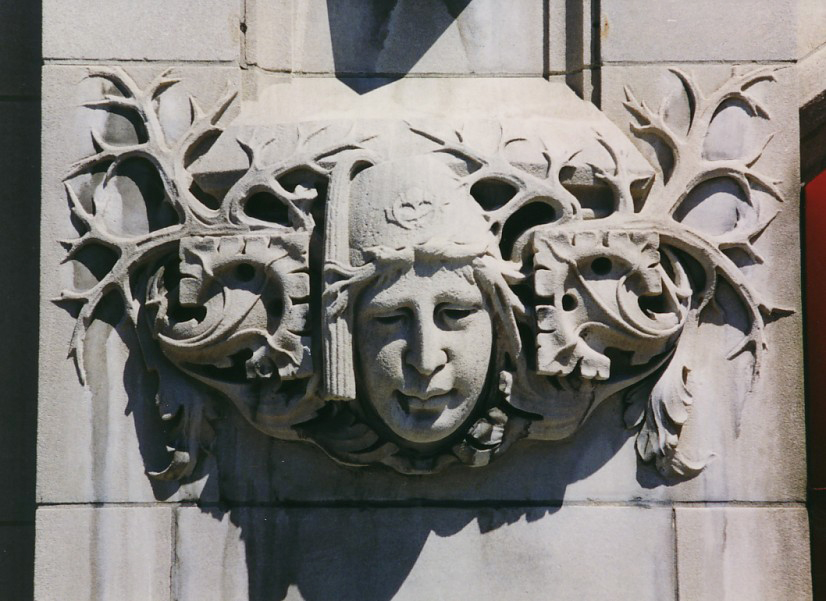
底特律共济会会所

## 索引
1. ↑  Alex Lundberg, Greg Kowalski: Detroit's Masonic Temple, Arcadia Pub., 2006.
2. ↑  . National Register of Historic Places. National Park Service. 2008-04-15.